# 가지안테프 성
가지안테프 성(튀르키예어: Gaziantep Kalesi)은 튀르키예의 가지안테프 중앙 둔덕에 위치한 성이다. 처음에는 히타이트 제국이 정찰을 위해 사용했으나, 후에 로마 제국이 성으로 확장했다. 2023년 튀르키예-시리아 지진으로 인해 성이 심하게 훼손되었다.

## 역사

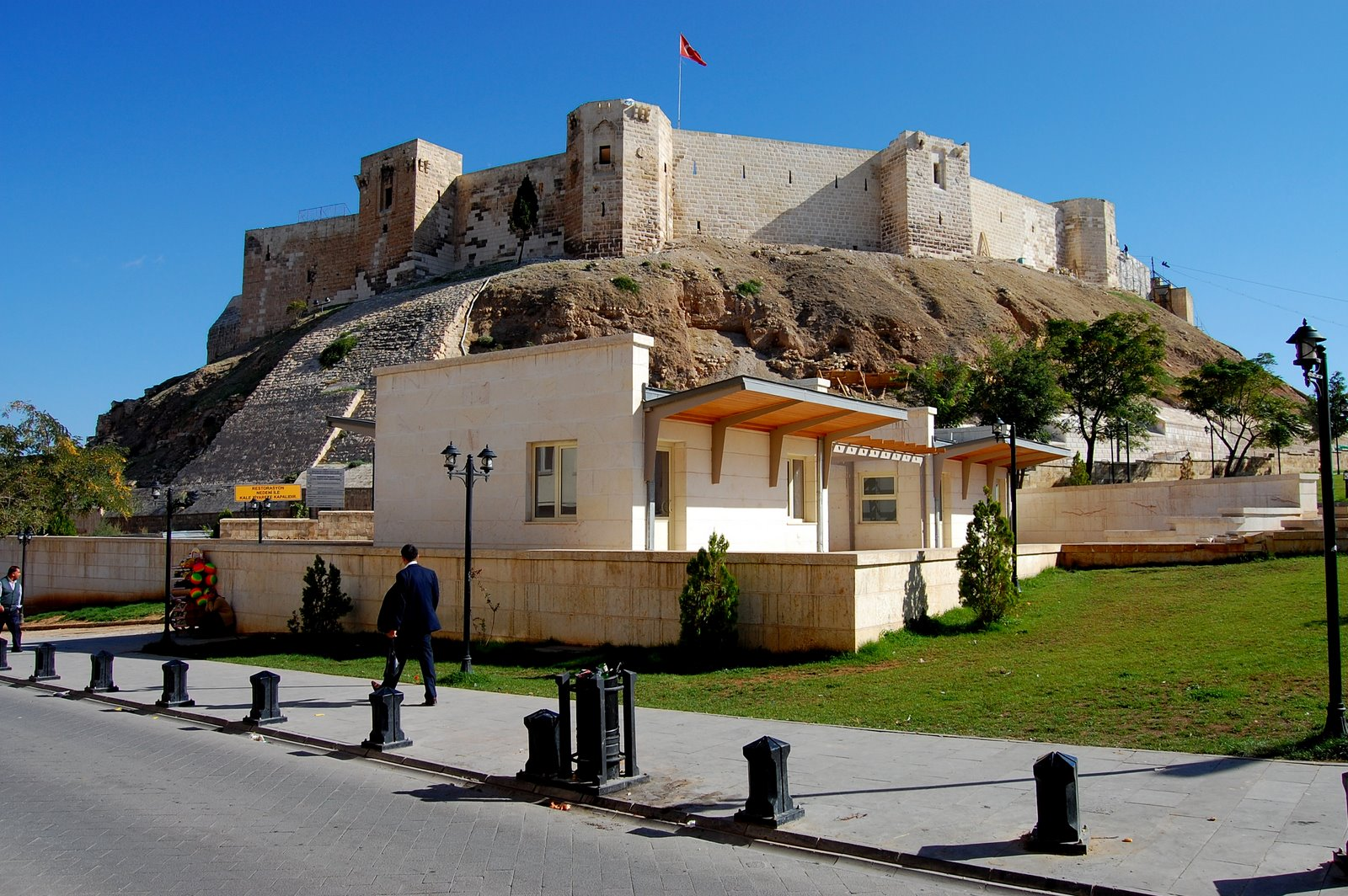
2008년 당시 모습

언덕의 최상부는 히타이트 제국이 정찰을 위해 처음 사용했다. 2~3세기 로마 제국이 성으로 확장했다. 기원후 527년~ 565년에 유스티니아누스 1세가 대대적으로 성을 확장하고 보수했다. 원 형태를 띈 성의 둘레는 1,200 미터 (3,900 ft)다. 성벽은 돌로 지어졌으며 성에는 12개의 보루가 있다.

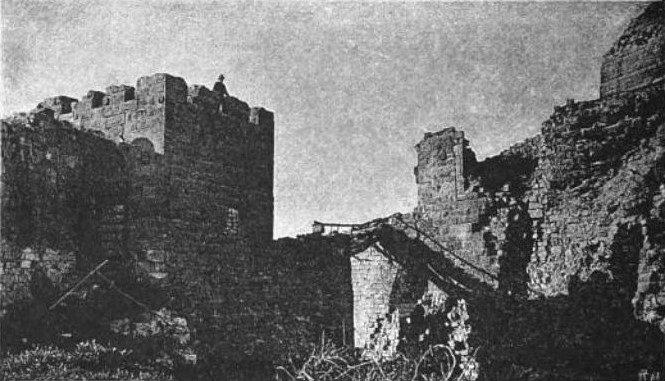
19세기 촬영된 가지안테프 성의 다리

성은 오랜시간 보수 작업을 거쳤다. 12세기~ 13세기에 아이유브술탄국과 오스만 제국통치 시대 변화를 거치며, 20세기에 튀르키예 독립 전쟁때 중요한 역할을 수행했다.
가지안테프 영웅 수비 박물관으로 사용되었으며, 주기적으로 오스만 제국의 붕괴와 튀르키예 독립 전쟁의 발발 이후 벌어진 프랑스군의 침공을 방어한 내용의 다큐멘터리가 상영되고 있다.
2023년 2월 6일, 2023년 튀르키예-시리아 지진으로 인해 성이 심하게 훼손되었다. 동쪽과 남쪽에 위치한 보루가 무너졌으며, 성을 둘러싸고 있던 일부 철책과 벽이 심하게 손상되었다.